# Winterset
Winterset ist eine Stadt mit dem Status „City“ und Verwaltungssitz des Madison County im US-amerikanischen Bundesstaat Iowa.
Das U.S. Census Bureau hat bei der Volkszählung 2020 eine Einwohnerzahl von 5353 ermittelt.

## Geographie
Die Stadt ist Bestandteil der Metropolregion um Iowas Hauptstadt Des Moines und erstreckt sich über eine Fläche von 9,1 km².

## Wahrzeichen
Winterset ist sehr bekannt für seine gedeckten Brücken. Insgesamt gibt es sieben dieser Brücken in Madison County, mitunter auch eine im Stadtpark von Winterset. Das jährliche „Covered Bridge Festival“ feiert die Brücken und das Erbgut jedes zweite Wochenende im Oktober. 2006 fand das Fest am 14. und 15. Oktober statt.
Ein weiteres bekanntes Wahrzeichen ist der „Clark Tower“ im Stadtpark von Winterset, von dem aus man einen atemberaubenden Blick über das Middle River Valley-Gebiet hat.
Das Gericht von Madison County im Herzen des Stadtplatzes wurde 1868 gebaut und 1876 nach einem Brand wieder neu errichtet.

## Geschichte
Winterset wurde zum ersten Mal im Jahre 1849 kartiert. Die Madison County Historical Society und die Verwaltung geben an, dass die Stadt auch in diesem Jahr gegründet wurde. Wintersets 150. Stadtjubiläum wurde im Sommer 1999 gefeiert. Die Familien, die heute wie damals zur Gründung in der Stadt leben, sind: Bilderback, Danforth, Guiberson, Gentry, Berthold, Tidrick, Pitzer, Gaff, Berger, Ruby, Hornback, Dougherty, Wilhoit, Walkup, McPherson, Wilkinson, Gaskill, Houk und Hutchings.

### Historische Objekte
In Winterset befindet sich die 1880 errichtete Holliwell Covered Bridge. Sie besitzt den Status einer historischen ehemaligen überdachten Straßenbrücke und befindet sich etwa 6,5 Kilometer südöstlich der Stadt. Die heutige Fußgängerbrücke wurde am 28. August 1976 vom National Register of Historic Places mit der Nummer 76000789 als historisches Denkmal aufgenommen.

## Bevölkerung
Nach der Volkszählung im Jahr 2010 lebten in Winterset 5190 Menschen in 2062 Haushalten. Die Bevölkerungsdichte betrug 570,3 Einwohner pro Quadratkilometer. In den 2062 Haushalten lebten statistisch je 2,42 Personen.
Ethnisch betrachtet setzte sich die Bevölkerung zusammen aus 98,1 Prozent Weißen, 0,2 Prozent Afroamerikanern, 0,2 Prozent amerikanischen Ureinwohnern, 0,4 Prozent Asiaten sowie 0,4 Prozent aus anderen ethnischen Gruppen; 0,7 Prozent stammten von zwei oder mehr Ethnien ab. Unabhängig von der ethnischen Zugehörigkeit waren 2,0 Prozent der Bevölkerung spanischer oder lateinamerikanischer Abstammung.
26,8 Prozent der Bevölkerung waren unter 18 Jahre alt, 54,6 Prozent waren zwischen 18 und 64 und 18,6 Prozent waren 65 Jahre oder älter. 53,4 Prozent der Bevölkerung waren weiblich.
Das mittlere jährliche Einkommen eines Haushalts lag bei 38.426 USD. Das Pro-Kopf-Einkommen betrug 19.883 USD. 15,6 Prozent der Einwohner lebten unterhalb der Armutsgrenze.
Im Jahr 2010 hatte Winterset 5190 Einwohner, deren Zahl sich bis 2013 auf 5094 verringerte.

## Persönlichkeiten
Der Schauspieler John Wayne wurde 1907 in Winterset geboren. Sein Geburtsname war Marion Robert Morrison. Die Morrison-Familie lebte bis 1911 in der Stadt. Nach 1911 zog die Familie nach Kalifornien, weil Ärzte meinten, das würde dem Vater beim Gesundwerden helfen.
George Washington Carver lebte in der Mitte der 1880er Jahre dort und arbeitete als Chefkoch für ein Hotel in der Innenstadt.
Fred Clarke, der 1945 in die Baseball Hall of Fame aufgenommen wurde, wurde am 3. Oktober 1872 in Winterset geboren.
Henry J. B. Cummings, ein US-Abgeordneter aus Iowa und Redakteur und Eigentümer der „Winterset Madisonian“ (eine Zeitung).